# Zandberg (Heusden)
De Zandberg is een geologisch belangwekkend natuurgebied in de tot de Oost-Vlaamse gemeente Destelbergen behorende plaats Heusden.
Het betreft het enige overblijfsel van rivierduinen in Oost-Vlaanderen. Het 1,5 ha grote gebied varieert in hoogte tussen 7 en 13 meter boven zeeniveau. Het duin ligt langs de Schelde en is in fasen ontstaan gedurende de klimaatverbetering aan het einde van de laatste IJstijd, ongeveer 15.000-14.000 jaar geleden.
Tot aan de bescherming in 1994 werd het gebied sterk betreden. Er werden overblijfselen gevonden uit het paleolithicum en het neolithicum en ook een 16e-eeuwse muntschat. In de omgeving werd veel gebouwd, waardoor het betrekkelijk ongestoorde gebied erg klein is geworden.